# Filosofía del suicidio

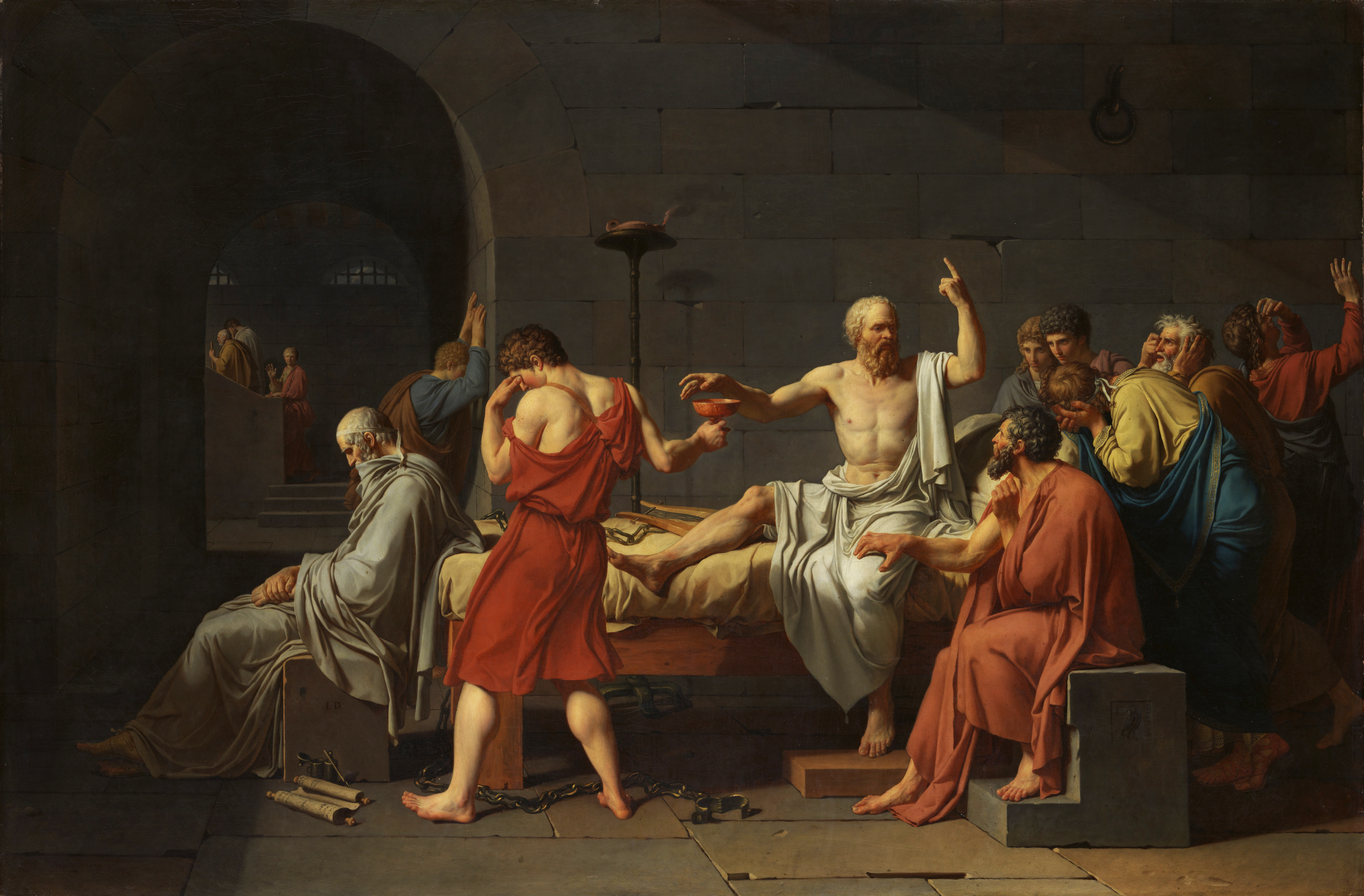
La muerte de Sócrates de Jacques-Louis David, 1787. Sócrates condenado a muerte por envenenamiento de cicuta. Según relata Platón en la Apología, este pudo haber eludido la condena, pero prefirió acatarla y morir.

En ética y otras ramas de la filosofía, el suicidio plantea preguntas difíciles respondidas de manera diferente por varios filósofos. Un ejemplo representativo es Albert Camus, quien utilizó el suicidio para reflexionar sobre el sentido de la vida desde una posición existencial en su ensayo filosófico El mito de Sísifo, a menudo representado con la famosa frase «No hay más que un problema filosófico verdaderamente serio: es el suicidio». Teniendo en cuenta que el ser humano se puede plantear el dilema del suicidio incluso en las mejores condiciones que la vida le pueda brindar, surge la pregunta de si el suicidio es una solución al problema de la vida misma, y no solo una respuesta perversa a una vida que ha salido mal.
En términos filosóficos el concepto de suicidio es difícil de delimitar, ya que según las características que se consideren o no como constitutivas de un acto suicida ciertas acciones pueden quedar fuera, o por lo menos, generar cierta controversia. Determinar si un acto es suicida o no puede implicar un juicio moral subyacente, a menudo inconsciente, sobre la justificación de las acciones de la persona que realiza el acto, como por ejemplo en el caso de una persona fumadora consciente de que fumar le puede causar la muerte, o en situaciones como la muerte de Sócrates o la de Jesucristo. De la misma manera, pueden darse actos suicidas que no resulten en la muerte de la persona que los realiza, o muertes voluntarias que no sean consideradas suicidio, como el caso de la eutanasia en países como Suiza o España.
A nivel incluso de especie se ha argumentado que la tendencia del ser humano a sentir más interés por algo que reporte ventajas a corto plazo que posibilidades de supervivencia a largo plazo es un indicador de una tendencia suicida, como por ejemplo se evidencia con el hecho de que el aumento actual de la población mundial no es sostenible a largo plazo. Asimov lo interpreta como un desequilibrio entre el poder que posee el ser humano y su inteligencia, lo que tan solo ha supuesto una ventaja a corto plazo en cuanto al relativo dominio sobre el resto de especies, pero que a la larga conduce a una inevitable autodestrucción.
Se suele considerar una definición basada en la intención, es decir, la noción de suicidio como la intención de provocarse la muerte; aunque en este caso el problema suele ser que prácticamente siempre detrás de la intención de morir hay otra necesidad o intención. El suicidio puede tener uno o varios objetivos aparte del suicidio mismo como podrían ser el alivio de un sufrimiento físico o mental, el martirio persiguiendo una causa moral (como la inmolación de Mohamed Bouazizi o la de los bonzos como Thích Quảng Đức) o militar (como los ataques suicida y kamikazes), el suicidio altruista como cumplimiento de un deber social percibido (como el sati o el harakiri), la evitación de una pena capital, la venganza o la protección de una tercera persona.

## Filosofía antigua y clásica occidental

### Platón
El concepto de suicidio se ha utilizado como punto de reflexión por lo menos desde Platón, aunque ni el latín ni el griego clásico tenían un equivalente para el concepto actual de suicidio, y solían utilizar otro tipo de expresiones como biaiothanatos (en el sentido de "morir de una muerte violenta") o muerte auto-sacrificial (como Aquiles siguiendo voluntariamente su propio fatum).
Platón reflexiona sobre el suicidio en varios de sus textos (Fedon 61b-62c, Leyes IX 854a3–5 y 873c-d, y República Libro III). Defiende que el suicidio es reprobable ya que el alma humana pertenece a los dioses, y querer huir de esta dependencia no es propio de una persona sabia y cuerda. Sin embargo reconoce cuatro excepciones a este principio:
- Si la mente y el carácter se han corrompido no pueden ser rescatados, la persona tiene el deber moral de rehusar un tratamiento médico
- Cuando el suicidio se realiza por orden judicial, como en el caso de Sócrates
- Cuando el suicidio es obligado por una desgracia personal extrema e inevitable
- Cuando el suicidio es el resultado de la vergüenza de haber participado en acciones manifiestamente injustas

### Aristóteles
Aristóteles considera que el suicidio es un acto que va en contra de la recta razón, y por tanto no los considera un acto de libre elección. Argumenta que aunque el suicidio no representa una injusticia hacia uno mismo ya que lo que se hace con uno mismo es consensuado, sí que resulta un atentado contra lo que uno le debe a la comunidad o al estado, y por tanto estaría cometiendo una injusticia (Ética a Nicómaco, Libro V, XI, 1138a). Por otro lado considera que el suicidio que se realiza para evitar un mal (como la pobreza, el desamor o algo doloroso) es un acto de cobardía, y no es una muerte noble (Ética a Nicómaco, Libro III, IIIX, 1116a).

### Estoicismo
Algunos de los máximos representantes de la filosofía estoica como Séneca, Epicteto, Cicerón y Marco Aurelio, sostuvieron que la muerte por su propia mano es a menudo una opción más honorable que una vida de miseria prolongada, siendo uno mismo el que puede juzgar si su vida merece la pena de ser vivida teniendo en cuenta la calidad de vida y la rectitud y no su duración. Sin embargo, no legitiman el suicidio en determinadas circunstancias, como el hastío de la vida o el dolor físico, sin antes haber combatido la enfermedad con valentía, evitando huir del sufrimiento a través de una muerte irreflexiva. Los estoicos aceptaron que el suicidio era permisible para la persona sabia en circunstancias que podrían impedirle vivir una vida virtuosa. Plutarco sostuvo que aceptar la vida bajo la tiranía habría comprometido la autoconsistencia de Catón el Joven como estoico y habría perjudicado su libertad de tomar decisiones morales honorables. El suicidio podría justificarse si uno es víctima de un dolor o una enfermedad grave, pero de lo contrario sería visto como un rechazo del deber social de uno.

### Epicureísmo
Epicuro siguió una posición similar a la estoica respecto al suicidio. El epicureísmo sigue una posición hedonista de la vida, donde «todo bien y todo mal está en la sensación» de dolor o placer. Epicuro dice que «la necesidad es un mal, pero no es ninguna necesidad vivir según la necesidad», pero esta posibilidad no es deseable, pues el sabio, aun en las condiciones más adversas, puede afirmar el placer de toda la vida. Es de necios decir el antiguo dicho "bueno es no haber nacido, o, habiendo nacido, franquear cuanto antes las puertas del Hades" porque si fuera así, se pregunta Epicuro: «Pues si está convencido de lo que dice, ¿cómo es que no abandona la vida?».
Según la doctrina epicúrea, muchas angustias a la vida surgen del miedo al dolor y a la inevitable muerte que produce, pero «es ridículo correr hacia la muerte por tedio de la vida, cuando es la manera de vivir la que hace correr hacia la muerte». Según el Tetrafármaco epicúreo, la muerte no es temible pues «no significa nada para nosotros» porque «cuando existimos, la muerte aún no está presente, y cuando la muerte está presente, entonces no existimos»; y los castigos divinos son solo supersticiones del vulgo. A su vez, los dolores provenientes de deseos naturales (como comer, beber y dormir) se mitigan fácilmente, proporcionado así un estado de paz mental que Epicuro llama ataraxia.

«Absolutamente pequeño aquél para quien son muchos los motivos razonables para abandonar la vida.»
Μικρὸς παντάπασιν ᾧ πολλαὶ αἰτίαι εὔλογοι εἰς ἐξαγωγὴν βίου.
Epicuro, Sentencias Vaticanas, XXXVIII

## Filosofía renacentista
Michel de Montaigne, quien tuvo una importante influencia estoica y humanista, ya aclara en sus Ensayos que en la vida hay cosas peores que la muerte misma. Las justificaciones que considera legítimas son tanto el dolor como el temor de una muerte peor que el propio suicidio. Por otro lado considera que existen razones de peso para no hacerlo, como son el deber hacia el propio país y hacia Dios, y el perjuicio emocional que les podría causar a las personas que tuvieran afecto a quien se quita la vida.

## Filosofía moderna occidental
Aunque en la filosofía moderna la postura frente al suicidio no sea unívoca, podemos encontrar cada vez más autores que defendieron la legitimidad del suicidio, aunque habitualmente solo en determinadas circunstancias. Siguiendo los ideales de la ilustración se utilizan argumentos racionales para defender el derecho de las personas a elegir el momento de su muerte, principalmente bajo la idea de la libertad individual. Sin embargo, no se sentían complacidos: que una persona se suicidara traía de fondo la idea de que el ideal ilustrado había fracasado.
John Donne escribió el ensayo Biathanatos en 1608, en el que defiende la idea de que el único acto justificable de auto-homicidio es aquel en el cual el motivo principal sea la gloria a Dios, el martirio y la caridad cristiana; al cual se llega a través del uso de la razón. Es considerado el primer ensayo escrito sobre el suicidio en la cultura occidental. En 1732, Alberto Radicati escribe otra de las obras referentes sobre el suicidio de principios de la época moderna bajo el título Una disertación filosófica sobre la muerte, compuesta para consolación de los infelices por un amigo de la verdad, en la que defiende el derecho al suicidio frente a la moral cristiana y la ilegitimidad que comete el Estado al interferir en este tipo de asunto.

### Romanticismo
El movimiento cultural y artístico del Romanticismo, como una corriente coetánea frente al racionalismo de la ilustración y el neoclasicismo, se acerca a la muerte desde la pasión y la fascinación. En esta corriente el suicidio es a menudo una fuente de inspiración artística y de debate intelectual. El acercamiento a la muerte reafirma y aviva la propia existencia. El suicidio teatral convierte al ejecutor en un agente activo, disipando el miedo a la muerte, y por otro lado se independiza de la sociedad convirtiéndose en un héroe, un adalid del individualismo romántico.

### Filosofía política
En El contrato social, de Jean-Jacques Rousseau, es tal que todo hombre tiene "derecho a arriesgar su propia vida para preservarla".
Thomas Hobbes y John Locke rechazan el derecho de los individuos a quitarse la vida. Hobbes afirma en su Leviatán que la ley natural prohíbe a todo hombre "hacer aquello que es destructivo para su vida, o quitarle los medios para preservarla". Romper esta ley natural es irracional e inmoral. Hobbes también afirma que es intuitivamente racional que los hombres deseen la felicidad y teman más a la muerte. Locke por otra parte escribe en su Segundo tratado sobre el gobierno civil que el estado natural, más que un "estado de libertad, no es, sin embargo, un estado de licencia"; pues el hombre no tiene "la libertad de destruirse a sí mismo, ni tampoco a ninguna criatura de su posesión, excepto en el caso de que ello sea requerido por un fin más noble que el de su simple preservación".

### Fenomenología
El filósofo empirista y emotivista David Hume argumentó en contra del argumento Tomista de que el suicidio viola la ley de Dios en cuanto que usurpa a Dios del derecho de determinar cuando termina la vida de uno. En su ensayo póstumo Del suicidio (1783) esgrimió argumentos a favor del suicidio basados en la libertad humana, incluso intentó compatibilizarlo a favor de los designios de la Providencia. Planteó que si Dios permite que los humanos actuemos en contra de las leyes de la naturaleza para buscar la felicidad (como en el caso de enfermedades u otras calamidades), y que las leyes divinas son discernibles por la razón y que seguirlas nos lleva a la felicidad, entonces los casos en los que el suicidio aparezca racional puesto que al morir se evite un mayor sufrimiento justifican este acto y no contravienen los designios divinos. Además defendió que solo uno mismo puede juzgar libremente si su vida merece ser vivida, e incluso consideraba el suicidio como un ejemplo de coherencia interna.

### Idealismo
Immanuel Kant enfoca el dilema del suicidio bajo la perspectiva del imperativo categórico, o principio necesario. Según su punto de vista rechaza el suicidio, así como cualquier acto autodestructivo, por dos razones. Por un lado porque tal acción no podría considerarse una ley universal de la naturaleza ya que destruir la vida misma sería un acto contradictorio en sí mismo. Querer no querer sería un acto inconsistente.

1.º Uno que, por una serie de desgracias lindantes con la desesperación, siente despego de la vida, tiene aún bastante razón para preguntarse si no será contrario al deber para consigo mismo el quitarse la vida. Pruebe a ver si la máxima de su acción puede tornarse ley universal de la naturaleza. Su máxima, empero, es: hágome por egoísmo un principio de abreviar mi vida cuando ésta, en su largo plazo, me ofrezca más males que agrado. Trátase ahora de saber si tal principio del egoísmo puede ser una ley universal de la naturaleza. Pero pronto se ve que una naturaleza cuya ley fuese destruir la vida misma, por la misma sensación cuya determinación es atizar el fomento de la vida, sería contradictoria y no podría subsistir como naturaleza; por tanto, aquella máxima no puede realizarse como ley natural universal y, por consiguiente, contradice por completo al principio supremo de todo deber.
Fundamentación de la metafísica de las costumbres, Kant. Madrid (2007), Pedro M. Rosario Barbosa, p. 36 (4:422)

Por otro lado aunque la felicidad constituya el motivo de vivir como punto de referencia, el deber (la moral) es lo que articula las acciones, y entonces si la vida radicara en el placer que generase carecería de todo valor moral. El deber del ser humano es preservarse a sí mismo para poder autoperfeccionarse a nivel moral para vivir dignamente, y al suicidarse el individuo se estaría tratando a sí mismo como un medio para su propia autodestrucción, se estaría cosificando, y esto atentaría contra el principio de la dignidad de la persona. La libertad no debe ser absoluta, sino que debe supeditarse a principio supremo de no ser utilizada para destruirse, que está por encima incluso de la propia vida.

“Cuando esta diferencia no se respeta, cuando se rige como principio la eudemonía (el principio de la felicidad) en vez de la eleuteronomía (el principio de la libertad de la legislación interior), entonces la consecuencia es la eutanasia (la muerte dulce) de toda moral.”
Metafísica de las costumbres, Kant, I.: MdS,Tomo VI, p.378, p. 227

Para Kant, el suicidio es una violación del deber del agente consigo mismo. Para Kant, el suicidio es inmoral, porque es la violación de la humanidad, que es un fin en sí mismo. El suicida se estaría usándose como un medio para conseguir mi propio fin, acabar con su sufrimiento. Por ejemplo, en el caso del suicidio de Lucrecia para salvar honor tras ser violada, Kant sostuvo que:

Hacer lo que hizo Lucrecia es adoptar un remedio que no está a nuestra disposición; hubiera sido mejor si hubiera defendido su honor hasta la muerte.

Sin embargo, el filósofo analítico Bertrand Russell afirmó que el suicidio para Kant no puede demostrase como ilícito según sus principios, porque "sería totalmente posible que un melancólico deseara que todo el mundo se suicidara", luego su máxima parece ser un criterio necesario pero no suficiente de virtud moral porque si no fuese así entonces "tendríamos que abandonar el punto de vista puramente formal de Kant y tener en cuenta los efectos de las acciones", cosa que la deontología ética kantiana enfáticamente rechaza. Por otro lado, Spinoza en su Ética no discute la moralidad del suicidio, sostiene que es absurdo, pero solo discute su causalidad como consecuencia de la incapacidad del sujeto para resistir contingencias dentro del propio entorno.

## Filosofía contemporánea occidental

### Existencialismo

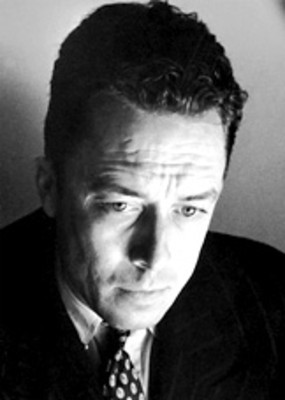
Albert Camus declaró en El mito de Sísifo que: "No hay más que un problema filosófico verdaderamente serio y es el suicidio".

Arthur Schopenhauer afirma: "Nos dicen que el suicidio es el mayor acto de cobardía [...] que el suicidio es erróneo, cuando es bastante obvio que no hay nada en el mundo para el que cada hombre tenga un título más irrebatible que su propia vida y persona", y niega que el suicidio sea inmoral y considera que es correcto quitarse la vida bajo ciertas circunstancias. En una alegoría, compara el final de una vida sujeta a un gran sufrimiento con el despertar de un sueño en el que se ha experimentado una terrible pesadilla. En su obra El mundo como voluntad y representación plantea que la vida del ser humano se encuentra bajo la forma de un continuo deseo siempre insatisfecho; y que el suicidio, aunque aceptable, no es más que una reiteración de esta insatisfacción vital. La libertad moral, el objetivo ético más elevado, debe obtenerse únicamente negando el impulso que llamaba «voluntad de vivir», y el suicidio es el mismo deseo insatisfecho bajo una apariencia distinta.
Schopenhauer defiende que esta vía tan solo lo libera a uno de la vida concreta que le ha tocado vivir en condiciones desfavorables, pero no considera el suicidio como un camino válido a seguir como huida del mundo; frente a lo cual considera que la única vía válida para liberarse de la realidad de sufrimiento estructural es la vía del ascetismo y de la compasión.

“Lejos de ser una negación de la voluntad, el suicidio es un fenómeno de la más fuerte afirmación de la voluntad. Pues la esencia de la negación es que no se detesta el sufrimiento,
sino los goces de la vida. El suicida quiere la vida y sólo se halla descontento de las condiciones en las cuales se encuentra. Por eso, al destruir el fenómeno individual, no renuncia en modo alguno a la voluntad de vivir, sino tan sólo a la vida. Él quiere la vida, quiere una existencia y una afirmación sin trabas del cuerpo, pero el entrelazamiento de las circunstancias no se lo permite y ello le origina un enorme sufrimiento”
El mundo como voluntad y representación, Schopenhauer. 1986, Tomo I, § 69, p. 541.

Para Nietzsche, filósofo existencialista y discípulo de Schopenhauer, la compasión constituye un acto de negación de la vida ya que obstaculiza la ascesis intelectual, pero el suicidio no constituye un acto de negación de la vida sino un acto de libertad humana. Como se lee en su libro Así habló Zaratustra «Yo os alabo mi muerte, la muerte libre, que viene a mí porque yo quiero». En Más allá del bien y del mal escribió: «El pensamiento del suicidio es un poderoso medio de consuelo: con él se logra soportar más de una mala noche». Nietzsche también fue uno de los primeros filósofos que defendió la eutanasia, y plantea un diálogo con el médico para no alargar la vida y evitar el encarnizamiento terapéutico, ejemplificando escenarios en los que se debería llevar a cabo el suicidio asistido a fin de dignificar la propia existencia.
En la cosmovisión de Philipp Mainländer Dios existió en un principio como un todo y como unidad primordial. Es la muerte de Dios el inicio de la existencia de lo físico, punto de partida de la historia universal, punto de partida que no surge de la creación divina sino de su agotamiento. Esta existencia se caracteriza en lo físico por la pluralidad y en lo moral por la necesidad del sufrimiento causado por la imperfección de no ser ya un unificado, sino plural. Dios, exhausto de su propia existencia, y habiendo agotado su voluntad, decide suicidarse generando la catástrofe de la realidad. La historia del universo se encuentra así enmarcada por esas leyes fundamentales. Así, la voluntad que manifiestan los seres vivos son los últimos fragmentos de un dios exhausto, agonizante. Para Mainländer, el mundo funciona con una única causa final que tiende a través del deseo a este super-ser originario neguentrópico, considerando el suicidio como una forma de redención siguiendo lo que Mainländer denomina “teleología del exterminio”.

"Quien no le teme a la muerte, se precipita en una casa envuelta en llamas; quien no le teme a la muerte, sale sin vacilar en medio de un diluvio; quien no le teme a la muerte, irrumpe en una tupida lluvia de balas; quien no le teme a la muerte, emprende desarmado la lucha contra miles de titanes alzados –con
una palabra–, quien no le teme a la muerte, es el único que puede hacer algo por los otros, sangrar por los otros, y recibe al mismo tiempo la felicidad única, el único bien deseable en este mundo: la verdadera paz del corazón."
La filosofía de la redención, Mainländer 1996, Tomo II, p. 251-252

Tras contraer VIH, Michel Foucault defendió al final de su vida, por 1983, "el derecho de todo el mundo a matarse". Escribió que era la "forma informe de un placer absolutamente simple", un "placer ilimitado cuya paciente preparación, sin prisa y sin pausa, iluminará la totalidad de tu vida".

### Libertarismo
El libertarismo afirma que la vida de una persona le pertenece solo a sí misma y ninguna otra persona tiene derecho a forzar el ideal de que la vida debe ser vivida, las personas tienen el derecho de suicidarse. Más bien solo el individuo involucrado puede tomar tal decisión y cualquier decisión que tome debe ser respetada. De esta afirmación no se sigue que el suicidio sea una necesariamente una decisión racional o prudente, sino que apela a la libertad del individuo sobre todo lo demás.
Incluso en el caso en el que consideremos que la persona es lo mismo que su cuerpo, y por tanto al ser mismo no podría existir la noción de propiedad de una parte sobre la otra. Lo poseído sería lo mismo que quién lo posee. En este caso se ha argumentado que la metáfora de la posesión sobre la propia vida se construye para contestar a las conclusiones que se derivan de ella, sobre todo en el sentido que los demás no deben interferir en las decisiones que afectan a la vida propia.
Jean Améry, en su libro Sobre el suicidio: un discurso sobre la muerte voluntaria (publicado originalmente en alemán en 1976) proporciona una visión conmovedora de la mente suicida. Argumenta enérgica y casi románticamente que el suicidio representa la máxima libertad de la humanidad, justificando el acto con frases como "solo llegamos a nosotros mismos en una muerte libremente elegida" y "lamentamos ridículamente la vida cotidiana y su alienación".

### Antinatalismo
Pese a que en la corriente antinatalista el suicidio no se suele contemplar como una solución al problema del sufrimiento de la existencia humana ya que los vivos tienen justificaciones para seguir viviendo, y suicidarse es a menudo una opción física, emocional o moralmente insoportable; algunas corrientes de la filosofía antinatalista tienden a la justificación moral del suicidio, pues los seres humanos no tienen la obligación de existir ni de seguir existiendo. El mismo Arthur Schopenhauer recomendó el ascetismo y la abstinencia sexual, a fin de evitar la multiplicación permanente de lo que llamaba «voluntad», una fuerza ciega presente en la naturaleza y los seres vivos que sólo buscaría perpetuarse a sí misma y que sería causa de lucha, dolor y sufrimiento. El antinatalista David Benatar diferencia entre vidas que vale la pena comenzar y vidas que vale la pena continuar.
Una de las implicaciones de mi argumento es que una vida llena de bien y que contiene solo la cantidad más diminuta de maldad, una vida de felicidad absoluta adulterada solo por el dolor de un solo pinchazo, es peor que ninguna vida en absoluto. La objeción es que esto es inverosímil. Comprender la distinción entre (a) llegar a existir como un daño y (b) cuán grande es el daño, permite ver por qué esta implicación no es tan inverosímil.
Respondiendo al debate que se da frente al suicidio en cuanto sobre quién recae el onus probandi, la antinatalista Sarah Perry critica el hecho de que "es la persona suicida la que debe justificar su negativa a vivir, en lugar de exigir a la comunidad que justifique la acción de obligarlo a vivir".

### Utilitarismo
El análisis utilitarista del suicidio reflexiona sobre si el individuo tiene el derecho a suicidarse o de si el suicidio es moralmente aceptable sopesando la cantidad de daño que este puede generar y/o evitar con el acto suicida. Por un lado existe el sufrimiento que padece la persona que realiza el acto suicida, y por otro lado el sufrimiento que el suicida puede generar a las personas de su entorno, o incluso a su comunidad. El sufrimiento que padecería la persona que desea suicidarse si no realizara el acto y siguiera viviendo una vida con dolor debería sopesarse frente al sufrimiento que podrían padecer las personas que sienten amor hacia ésta; y la justificabilidad del acto suicida se debería juzgar calculando el sufrimiento total resultante.

Según William Paley, el Estado adquiere el derecho sobre la vida del súbdito a partir de la voluntad de Dios:
Es esta presunción que constituye el derecho; en efecto, es lo mismo que constituye todos los demás: y si existieran las mismas razones para autorizar la presunción en el caso de particulares, el suicidio sería tan justificable como la guerra o las ejecuciones capitales. Pero hasta que se pueda demostrar que el poder sobre la vida humana puede convertirse en la misma ventaja en manos de los individuos sobre las suyas propias, como en las del Estado sobre las vidas de sus súbditos, y que se le puede confiar la misma seguridad. para ambos, no hay lugar para discutir, desde la existencia de tal derecho en el segundo, hasta la tolerancia del mismo en el primero.
En cuanto a John Stuart Mill, uno de los principales filósofos utilitaristas, existe cierta controversia sobre la postura que habría respaldado sobre el suicidio ya que no habló del mismo directamente. En su influyente ensayo Sobre la libertad habla de la necesidad de limitar el poder de la sociedad sobre el individuo, aceptando la intromisión por parte de la comunidad únicamente en la prevención del daño a otros; incluso si el individuo actúa en perjuicio de sí mismo. Para Mill la libertad de pensamiento, y por tanto de dirigir la propia vida, es un principio necesario de la vida en sociedad. Por el contrario, dado que la condición indispensable de la libertad es el poder del individuo para pensar libremente y tomar decisiones, debe evitarse cualquier elección que le pudiera privar a uno de la capacidad de tomar decisiones; en sus palabras: "El principio de libertad no puede requerir que uno pueda ser libre de no ser libre. No es libertad que se le permita alienar su libertad". Esto lo que ejemplifica mediante el tema de la esclavitud, argumentando que la sociedad no puede permitir que alguien elija la esclavitud de forma voluntaria, ya que eso lo llevaría a una situación en la que no puede tomar las decisiones que siguen; ya que sería propiedad de otra persona. En estos casos es importante tener en mente que los argumentos que usa en Sobre la libertad están basados en el "principio de utilidad" y nunca apelan a derechos naturales.

## Suicidio y salud mental
El surgimiento de la psiquiatría como disciplina científica en el siglo XIX, y la formación de profesionales capaces de diagnosticar y tratar enfermedades mentales como la melancolía o la histeria responsables de gran parte de los suicidios, modificó la forma de pensar el suicidio. El primer estudio que sitúa el suicidio bajo la perspectiva de la enfermedad mental fue La anatomía de la melancolía, publicado en 1621. En él se describe la melancolía (condición que hoy en día podría traducirse como depresión) desde una perspectiva biologicista, y defendía que estaba relacionada tanto con los humores como con el aspecto espiritual del ser humano; contando el suicidio como una de las consecuencias probables. Esta obra junto con otros trabajos como el de William Cullen, el Tratado médico-filosófico de la enajenación del alma de Philippe Pinel o los trabajos de su alumno Jean Étienne Dominique Esquirol facilitaron el cambio que se produciría progresivamente en los siglos posteriores de considerar el suicidio como un problema ético-legal a ser considerado un fenómeno clínico y biológico. El suicidio pasó a considerarse una consecuencia de la enajenación mental, a estudiarse como tal, y a tratarse más que a ser castigado.
En el siglo XXI, el suicidio se considera casi exclusivamente desde una perspectiva biomédica; y la investigación sobre el tema gira mayormente alrededor de la búsqueda de una explicación de las causas de este fenómeno así como de marcadores biológicos que ayuden a detectar a los individuos potencialmente suicidas de una forma precoz, ya que los marcadores psicológicos y sociológicos no se consideran suficientemente eficaces para tal fin. Más concretamente, la conducta suicida es resultado de la interrelación de factores psicopatológicos (depresión, psicosis, drogas), sociales (aislamiento, situación laboral), biológicos (heredabilidad del 50 %, hipofunción serotoninérgica) y ambientales (sucesos estresantes, situaciones de maltrato). Como consecuencia, o a causa de ello, el suicidio se piensa no desde un punto de vista moral sino médico, con el objetivo de ser erradicado. El suicidio desde este punto de vista se considera un acto fruto de una persona que no está en sus plenas facultades mentales, un acto impuesto por factores conductuales incontrolables como la depresión, lo cual la convierten en una persona que no actúa con libertad y por tanto tiene que ser curada; o incluso protegida de sí misma.
Otra perspectiva que modificó la visión filosófica del suicidio en el siglo XIX fue el estudio realizado por Émile Durkheim, con el título de El suicidio, el cual fue el primero en plantear el suicidio desde una perspectiva únicamente sociológica y no como fenómeno psicológico o espiritual, o con connotaciones moralistas. Realizó un análisis de las tasas de suicidios en varios países y comunidades europeas, y las relacionó con las condiciones de vida y sociales, y no con las características intrínsecas de las personas. El estudio relaciona diversas características relevantes para el estudio de las tasas de suicidio como el credo, el género o la integración social, pero una de las aportaciones más importantes de Durkheim a la sociología fue la distinción del suicidio anómico, el cual es el que se da en sociedades cuyas instituciones y cuyos lazos de convivencia se hallan en situación de desintegración o de anomia y pierden su legitimidad como poder moral. Según el análisis de Durkheim en las sociedades donde los límites sociales y naturales son más flexibles, suceden en mayor medida este tipo de suicidios, aunque estos cambios sean positivos para la sociedad. Es el suicidio de las sociedades en transición. Otro ejemplo es el comercio y la industria, donde el cambio (y por lo tanto, también el suicidio anómico) es crónico. Aunque las sociedades, y la sociología, han experimentado grandes cambios desde la época de Durkheim, su trabajo contribuyó a la noción que existe hoy en día de que el suicidio tiene causas sociales y que en ocasiones es el reflejo de una alienación generalizada, anomia y otros estados de actitud emergentes de la modernidad.

### Antipsiquiatría
La antipsiquiatría con relación al suicidio se ha centrado sobre todo en criticar el concepto de enfermo mental, o loco, que el sistema médico/psiquiátrico genera alrededor de la persona suicida. Con el cambio de conceptualización que se fue desarrollando a finales del siglo XIX y principios del XX sobre el sufrimiento mental y el suicidio dentro del marco de la psiquiatría, iniciado entre otros con el estudio de E. Durkheim "El suicidio", las personas que cometen actos suicidas han sido institucionalizadas cada vez más, a la vez que han ido perdiendo credibilidad y capacidad de decisión, diferenciando y separando las personas sanas de las que no lo son. Según ese movimiento, los intentos del estado o de la estructura médica de interferir con la conducta suicida son esencialmente intentos coercitivos de patologizar los ejercicios moralmente permisibles de la libertad individual.
Según Foucault, en el momento en que la relación entre suicida-sociedad está determinada por las relaciones de poder, la sociedad reclama la propiedad de la vida del sujeto, obligándolo a vivir y administrando la gestión de su propia vida. El suicidio es la transgresión definitiva, el medio a través del cual el suicida se libera de este biopoder ejercido contra él, se transforma en un acto de resistencia.
El filósofo y psiquiatra Thomas Szasz, argumenta que el suicidio es el derecho más básico de todos. Si la libertad es propiedad de uno mismo, también lo es la vida y el propio cuerpo. Por tanto, si otras personas pueden obligarte a vivir, no eres dueño de ti mismo y perteneces a ellos.
Para Ronald Laing el suicida se encuentra en este estado debido a lo que denomina como "jaque mate social", es decir, el individuo ha sido arrastrado a una situación social insostenible debido a que le han ido limitando todas las opciones. Para Laing, estas situaciones, solo pueden llevar a la locura o a la muerte. El suicidio sería uno de los indicadores de una patología social.

## Suicidio y religión

### Cristianismo
Aunque en la Biblia no existe ningún pasaje que condene el suicidio, la doctrina cristiana ha estado tradicionalmente en contra del suicidio, excepto en los casos de martirio o de cumplimiento de pena capital.
Justino en su segunda apología escribe que el suicidio va en contra de la voluntad de Dios porque los humanos deberían seguir e instruir a los demás en las doctrinas de Dios, y la muerte les impediría seguir haciéndolo. En cambio, expresa su deseo de ser crucificado y de convertirse en mártir; lo que se podría considerar como un tipo de suicidio como sacrificio voluntario destinado a convertir a los demás a su propia fe.
Tomás de Aquino, teólogo medieval, basó su ética en la filosofía agustiniana y aristotélica, entre otras. Consideraba que aunque Dios está por encima de todas las cosas, toda acción humana goza de cierta libertad, y que esta libertad está encaminada hacia la búsqueda de la felicidad a través del conocimiento de Dios. Según Tomás de Aquino Dios hizo que el ser humano tuviera libre albedrío para que pudiera amarle por su propia elección, y por tanto también lo hizo capaz de cometer actos que condujeran al mal; como en el caso del suicidio. Expuso en su tratado Suma teológica los tres motivos principales por lo que para él no es lícito suicidarse. Primero porque todo ser se ama a sí mismo de forma natural y darse muerte a sí mismo iría contra la inclinación natural, por lo que sería pecado mortal. Segundo porque toda persona pertenece a alguna comunidad y al suicidarse estarían cometiendo una injuria hacia esta comunidad. Tercero porque la vida es un don divino concedido por Dios, y privarse a uno mismo de ello atentaría contra la voluntad de Dios. Por último expone que el suicidio constituiría el peor de los pecados porque no permite a la persona expiar sus pecados en vida. Tan solo considera lícito el suicidio en los casos en que este fuera autorizado por el espíritu santo.
Según el catecismo de la Iglesia católica actual, el suicidio es considerado una falta grave, aunque los casos de trastornos psíquicos graves, de angustia, o el temor grave de la prueba, del sufrimiento o de la tortura, pueden disminuir la responsabilidad del suicida. Los argumentos que utilizan para condenar el suicidio son; que la vida es propiedad de Dios y no de cada uno y por tanto no se puede disponer de ella como uno desee, que el suicidio es contrario a la ley natural de amor a la vida, y que al suicidarse se comete una injusticia al romper los lazos de solidaridad que unen a la persona suicida con su familia o su comunidad. El Papa Pío XII llegó incluso a decir que una persona que comete un crimen penado con la muerte renuncia a su derecho a vivir; y por tanto, si es consciente de las consecuencias estaría cometiendo un suicidio. Este argumento ha sido usado tradicionalmente por la Iglesia católica para defender la legitimidad de la pena capital.

### Confucianismo
El confucianismo sostiene que no seguir ciertos valores es peor que la muerte, por lo que el suicidio puede ser moralmente permisible e incluso digno de elogio, si se hace por el bien de esos valores. El énfasis confuciano en la lealtad, el autosacrificio y el honor ha tendido a alentar el suicidio altruista. Confucio escribió: "Para los caballeros de propósito y los hombres de ren, mientras es inconcebible que busquen mantenerse vivos a expensas de ren, puede suceder que tengan que aceptar la muerte para poder conseguir la virtud ren".
Mencio, discípulo de Confucio, escribió en sus Analectas:

El pescado es algo que deseo. La pata de oso también es algo que deseo. Pero si no puedo tener los dos, dejaría el pescado y elegiría la pata de oso. La vida es algo que deseo. La justicia también es algo que deseo. Pero si no puedo tener los dos, daría la vida y elegiría la justicia. La vida es algo que deseo, pero hay algo que deseo más que la vida, por lo que no seré escrupuloso en la búsqueda de la vida. La muerte es algo que odio, pero hay algo que odio más que la muerte, por lo que hay peligros que no evitaré.
Mencio

### Jainismo
En el jainismo la práctica del salekana consiste en terminar tu propia vida a través de un ayuno progresivo de reducción de la ingesta de comida y bebida, sin la asistencia de ningún químico ni herramienta, y tras la aprobación de un gurú y una declaración pública. Según el psiquiatra Ottilingam Somasundaram el método de salekana está permitido cuando ya no es posible seguir una vida religiosa debido a la avanzada edad, situaciones de extrema precariedad, situación de hambruna, padecimiento de enfermedades incurables o proximidad de la muerte. Aunque consiste en el fin voluntario de la propia vida no es considerado como suicidio debido a que no involucra el uso de armas ni venenos. Se practica con el objetivo de debilitar las pasiones humanas y del cuerpo, así como para debilitar la influencia del karma retirándose de las actividades físicas y mentales. Según Jitendra Shah, el director del Instituto de Indología de Ahmenabad, en la India una media de más de 200 jainistas al año escogen la práctica del salekana para terminar su vida.
En la doctrina jainista se diferencia la práctica del salekana de otras formas de suicidio relacionadas con el honor, también contempladas en la doctrina, como la de terminar con la propia vida antes que incumplir uno de los cinco votos de la ética jainista.

## Suicidio altruista y honor
El suicidio altruista es el sacrificio de la propia vida de forma consciente e intencionada para salvar o beneficiar a otros, por el bien del grupo, o para preservar las tradiciones y el honor de una sociedad. Según el punto de vista desde el que se piense este tipo de suicidio puede equipararse a un acto de heroísmo.
Dentro del bushidō, el código ético de los samuráis, se realizaba un suicidio de forma voluntaria (harakiri) para morir de forma más honorable cuando se había perdido el honor por actos criminales o por una derrota militar. Según este código el guerrero, entre otras cosas, debía estar preparado para suicidarse ya que ser tomado como prisionero por los enemigos era considerado una deshonra. En las crónicas de guerra japonesas del siglo XIV denominadas Taiheki se describen 68 eventos en los que se llegan a suicidar hasta 2140 samuráis. También se daban casos en los que el harakiri podía usarse para forzar al señor feudal a que actuara honorablemente en el caso de que estuviera actuando de forma deshonrosa. En la actualidad, aunque el harakiri fue abolido como castigo penal desde 1873, se han dado casos de este tipo de forma ritual de suicidio especialmente a causa de la derrota japonesa en la Segunda Guerra Mundial. Otro caso moderno de muerte por harakiri es el del escritor japonés Yukio Mishima.
En la cultura tamil existió una forma ritual de morir a través del ayuno para evitar da deshonra de la derrota llamada vatakirutal.
Según la ideología de la Alemania nazi el suicidio era considerado mejor que la derrota, y numerosos oficiales del ejército nazi incluyendo a Hitler, Himmler o Goebbels se suicidaron, frente a la perspectiva de aceptar la caída de Alemania y de ser tomados como prisioneros de los aliados. No sólo los militares llegaron a cometer el suicidio frente a la perspectiva de una derrota deshonrosa, sino también la población civil, en lo que se ha denominado como los suicidios colectivos de 1945. Se calcula que murieron unas 10 000 personas por suicidio en Alemania al final de la Segunda Guerra Mundial, solo en Berlín se cometieron alrededor de 7000 suicidios en los últimos meses del conflicto, y en la localidad de Demmin se suicidaron 1000 personas en un período de 72 horas, en muchas ocasiones asesinando también a sus hijos. El suicidio bajo la ideología nazi, o "muerte activa", llegó a ser considerado una forma de victoria a través de la inmortalidad, un medio para proteger y preservar intacta la ideología nazi. En este sentido la muerte sacrificial cumple una función de fortificar la santidad y el futuro del volkgemenischaft, como una reafirmación de la vida. Por otro lado, se ha argumentado que el gran número de suicidios que se dieron entre la población civil fue debido a una combinación de factores, como el miedo a los rusos infundido por la propaganda de guerra y al hecho de que la religión mayoritaria fuera el protestantismo; ya que se registraron muchos más casos de suicidio de civiles en la Alemania del frente este que en la del frente oeste.